# Маріан Барбу
Маріан Александру Барбу (рум. Marian Alexandru Barbu 13 серпня 1988, Фегераш) — румунський футбольний арбітр. Арбітр ФІФА з 2021 року.

## Кар'єра
З 2014 року став судити у Лізі І. 15 травня Барбу відсудив свій перший матч у вищому дивізіоні Румунії. Це був матч між «Пандурієм» та «Короною» із Брашова (5:0), де арбітр показав жовту картку один раз.
Свій перший матч на рівні національних збірних відсудив 6 червня 2021 року, коли Молдова у товариському матчі перемогла з рахунком 1:0 Азербайджан завдяки голу Віталіє Дамашкана. У цьому матчі Барбу показав одному гравцеві жовту картку.
У єврокубках дебютував 15 липня 2021 року під час матчу між «Валміерою» та «Судувою» в рамках першого кваліфікаційного раунду Ліги конференцій УЄФА, який закінчився з рахунком 0:0, а Барбу п'ять разів показав жовту картку.